# Juan López Sánchez

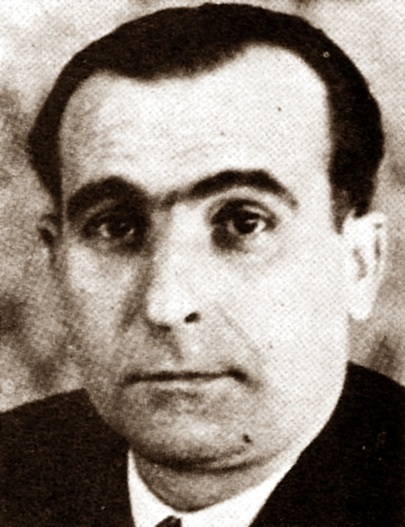
Juan López Sánchez (1936)

Juan López Sánchez (* 16. Januar 1900 in Bullas; † 1972 in Madrid) war ein spanischer Syndikalist und Politiker. Er war einer der Gründer der Federación Sindicalista Libertaria (FSL). Während des Spanischen Bürgerkrieges war er Handelsminister der Zweiten Republik.

## Leben
Ende der 1920er Jahre war Juan López Sánchez Mitglied der anarchistischen Affinitätsgruppe Solidaridad. 1930 wurde er zum Sekretär des Nationalkomitees der Confederación Nacional del Trabajo (CNT) gewählt. Innerhalb des spanischen Anarchosyndikalismus gehörte er der Strömung der Treintistas an (von spanisch treinta „dreißig“), ebenso wie zum Beispiel Juan Peiró und Ángel Pestaña. Wie diese unterzeichnete er 1931 das Manifest der Dreißig, in dem sowohl die spanische Regierung, als auch die insurrektionalistische Strömung des spanischen Anarchismus rund um die Federación Anarquista Ibérica (FAI), kritisiert wurde. In Folge der eskalierenden Auseinandersetzungen mit den „reinen Anarchisten“ verließen die den Treintistas nahe stehenden „Oppositionssyndikate“ die CNT und föderierten sich 1933 in der FSL. López Sanchez wurde in der Folge zum Sekretär dieser Organisation gewählt. Auf dem CNT-Kongress von Saragossa im Mai 1936 trat die Mehrheit der „Oppositionssyndikate“ erneut der CNT bei, darunter auch das Bausyndikat Barcelona, dessen Mitglied López Sanchez war.
Während des Bürgerkrieges war López Sánchez zwischen November 1936 und Mai 1937 gemeinsam mit Juan Peiró, Federica Montseny und Juan García Oliver einer der vier Minister der CNT-FAI im Kabinett von Francisco Largo Caballero. Dort war er für das Handelsressort verantwortlich.
Nach der Niederlage im Bürgerkrieg 1939 ging López Sánchez ins Exil nach England. Gemeinsam mit Salvador de Madariaga, Segismundo Casado und Wenceslao Carrillo gehörte er 1940 zur Führungsspitze der Alianza Democrática Española, einer moderaten anti-franquistischen Exil-Organisation. In den folgenden Jahren distanzierte er sich zunehmend vom Anarchosyndikalismus.
1967 kehrte er nach Spanien zurück. Die letzten Jahre seines Lebens verbrachte er in Bullas.

## Schriften
- Las órdenes religiosas y el sindicalismo (1932)
- La unidad de CNT y su trayectoria (1936)
- Seis meses en el Ministerio de Comercio (1937)
- Concepto de Federalismo en la guerra y en la revolución (1937)
- El sindicato y la colectividad (1938)
- Material de discusión (1945)
- España 1966 (1968)